# Tipula (Eumicrotipula) angolensis
Tipula (Eumicrotipula) angolensis is een tweevleugelige uit de familie langpootmuggen (Tipulidae). De soort komt voor in het Neotropisch gebied.